# CTS Eventim
CTS Eventim AG & Co. KGaA er en tysk leverandør af digitale billetter til underholdningsindustrien.
I 1989 grundlagde Marcel Avram og Matthias Hoffmann virksomheden „CTS Computer Ticket Service“. De skulle sælge entrekort til koncerter. I 1996 blev virksomheden overtaget af Klaus-Peter Schulenberg.